# Wilhelm Weigle (Politiker)
Carl Wilhelm Weigle (* 23. Juni 1788 in Ludwigsburg; † 19. November 1884 in Talheim in der Baar) war ein deutscher Weber, Kaufmann und Politiker.

## Leben
Weigle war als Weber und Kaufmann, zunächst in Zürich, Schweiz, tätig. Seit den 1840er Jahren war er Inhaber einer Damast- und Gebildweberei in Hoheneck bei Ludwigsburg, Königreich Württemberg. Nach 1849 arbeitete er als angestellter Webereitechniker, zuletzt in Talheim.
Vom 17. März bis 18. Juni 1849 war Weber für den Wahlkreis Neckarkreis in Ludwigsburg Mitglied der Frankfurter Nationalversammlung in der Fraktion Deutscher Hof.